# Tympanalorgan

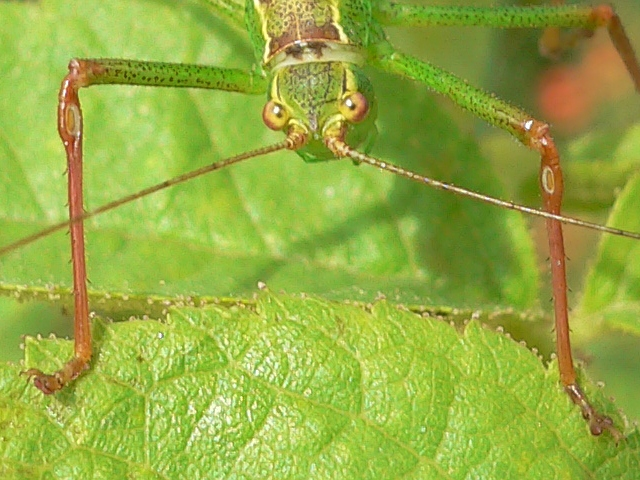
Parade tympanalorgan på de främre benen hos den prickiga Zartschrecke (Leptophyes punctatissima).

Tympanalorgan (grekiska tympanon: tamburin) är ett hörselorgan hos vissa insekter. Det består av ett lätt vibrerande membran (trumhinna) över en luftblåsa, i vilken det finns en grupp av sensoriska neuroner. Hos vissa fjärilar sitter det på mellan- eller bakkroppen och hos hopprätvingar på bakkroppen eller frambenen. De olika frekvensavstämningsegenskaperna hos organen hos olika arter beror huvudsakligen på naturen hos fäststrukturerna för de känsliga stiften på tympanalmembranet och dess resonansegenskaper. 
Strukturerna tros ha utvecklats oberoende flera gånger. Som ett resultat, används ofta deras placering och strukturer för att avgöra taxonomi för arten. Till exempel har alla medlemmar i Geometridae distinkta parade abdominala tympanalorgan, som kan öppnas mot framsidan av det första abdominala segmentet. Inom organet finns särskilda strukturer av varierande form som kan användas för att indikera indelning av underfamiljer. Hos andra familjer av Lepidoptera, som har abdominala tympanalorgan, kan öppningen ha en annan orientering och strukturerna skilja sig i form.